# Syspira barbacoa
Espèce
Syspira barbacoa est une espèce d'araignées aranéomorphes de la famille des Miturgidae.

## Distribution
Cette espèce est endémique de la province de Peravia en République dominicaine,. Elle se rencontre sur le Loma Barbacoa.

## Description
La femelle holotype mesure 7,5 mm.

## Étymologie
Son nom d'espèce lui a été donné en référence au lieu de sa découverte, le Loma Barbacoa.

## Publication originale
- Sánchez-Ruiz, Santos, Brescovit & Bonaldo, 2020 : « The genus Syspira Simon, 1895 (Araneae: Miturgidae) from Hispaniola, with the description of four new species. » Zootaxa, no 4894(3), p. 413-431.